# Erythrolamprus epinephalus
Erythrolamprus epinephalus is een slang uit de familie toornslangachtigen (Colubridae) en de onderfamilie Dipsadinae.

## Naam en indeling
De wetenschappelijke naam van de soort werd voor het eerst voorgesteld door Edward Drinker Cope in 1862. De verouderde geslachtsnaam is Leimadophis, later werd Liophis gebruikt. Lange tijd werd de soortaanduiding epinephelus gebruikt, maar deze werd later beschouwd als incorrect vanwege de spelfout. Andere biologen menen dat de oorspronkelijke naam wel gebruikt zou moeten worden.

## Uiterlijke kenmerken
De maximale lichaamslengte is 110 centimeter, het lichaam is erg dun. De kleur is roodachtig bruin met over de voorzijde en rug een donkere, meestal zwarte nettekening die naar de staart toe breder en rechter wordt; de staartpunt is gebandeerd. Ook gestreepte exemplaren komen voor hoewel de kleurenvariatie niet erg groot is. Er zijn 8 ondersoorten die onderling iets verschillen.

### Ondersoorten
Er worden in totaal negen verschillende ondersoorten erkend, die afwijken wat betreft het verspreidingsgebied en de uiterlijke kenmerken.
| Naam                                      | Auteur             | Verspreidingsgebied                 |
| ----------------------------------------- | ------------------ | ----------------------------------- |
| Erythrolamprus epinephalus albiventris    | Jan, 1863          | Ecuador, Colombia                   |
| Erythrolamprus epinephalus bimaculatus    | Cope, 1899         | Colombia, Venezuela, Ecuador        |
| Erythrolamprus epinephalus epinephalus    | Cope, 1862         | De rest van het verspreidingsgebied |
| Erythrolamprus epinephalus fraseri        | Boulenger, 1894    | Ecuador, Peru                       |
| Erythrolamprus epinephalus juvenalis      | Dunn, 1937         | Costa Rica                          |
| Erythrolamprus epinephalus kogiorum       | Bernal-Carlo, 1994 | Colombia, Venezuela                 |
| Erythrolamprus epinephalus lamonae        | Dunn, 1944         | Colombia, Ecuador                   |
| Erythrolamprus epinephalus opisthotaenius | Boulenger, 1908    | Venezuela, Colombia                 |
| Erythrolamprus epinephalus pseudocobella  | Peracca, 1914      | Colombia, Ecuador                   |

## Verspreiding en habitat
De soort komt voor in delen van Midden- en Zuid-Amerika en leeft in de landen Ecuador, Peru, Panama, Colombia, Venezuela en Costa Rica.
De habitat bestaat uit vochtige tropische en subtropische bossen, zowel in bergstreken als laaglanden, en in tropische moerassen en draslanden. Ook in door de mens aangepaste streken zoals weilanden kan de slang worden aangetroffen. De soort is gevonden van zeeniveau tot op een hoogte van ongeveer 2800 meter boven zeeniveau. Ook in nevelbossen, waar het zo vochtig is dat veel reptielen zich er niet in thuis voelen leeft deze soort. In de streken waar Erythrolamprus epinephalus voorkomt is de soort erg algemeen maar omdat het met veel kikker- en slangensoorten die op het menu staan niet goed gaat, is de slang kwetsbaar.

## Levenswijze
Opmerkelijk is dat alleen kikkers en kleine slangen gegeten worden, er wordt geen ander voedsel aanvaard. Omdat het grootste deel van de kikkersoorten die in het verspreidingsgebied leven pijlgifkikkers (familie Dendrobatidae) zijn, is Erythrolamprus epinephalus immuun voor de vele soorten giftige kikkers. Van de beruchte Phyllobates terribilis is de slang de enige bekende vijand. Ook is bekend dat de giftige harlekijnkikker (Atelopus varius) op het menu staat van de slang.
Vanwege de gespecialiseerde voedselbehoefte is het erg moeilijk om deze soort in gevangenschap te houden, waardoor er niet veel bekend is over de biologie en levenswijze.

## Beschermingsstatus
Door de internationale natuurbeschermingsorganisatie IUCN is de beschermingsstatus 'veilig' toegewezen (Least Concern of LC).